# Maesa canfieldiae
Maesa canfieldiae är en viveväxtart som beskrevs av F.R. Fosberg och M.-h. Sachet. Maesa canfieldiae ingår i släktet Maesa och familjen viveväxter. Inga underarter finns listade i Catalogue of Life.